# Amen broeder, amen
Amen broeder, amen (Italiaans: Si può fare... amigo; Engels It can be done... Amigo!) is een Italiaanse spaghettiwestern uit 1972 met in de hoofdrol Bud Spencer en Jack Palance. De Amerikaanse versie van de film bevindt zich in het publiek domein.

## Verhaal
Bud Spencer speelt een ronddwalende cowboy op de vlucht voor zijn zwangere ex-vriendin en diens moordlustige broer (Palance). In de woestijn krijgt hij plots de taak op zich om op een verdwaalde kleine jongen te letten. De jongen blijkt een enorm stuk land te bezitten met olie in de grond maar er zijn kapers op de kust.

## Rolverdeling
| Acteur            | Personage      |
| ----------------- | -------------- |
| Bud Spencer       | Hiram Coburn   |
| Jack Palance      | Sonny Bronston |
| Renato Cestiè     | Chip Anderson  |
| Francisco Rabal   | Franciscus     |
| Dany Saval        | Mary Bronston  |
| Luciano Catenacci | James          |
| Roberto Camardiel | de dronkaard   |
| Franco Giacobini  |                |
| Serena Michelotti | Weduwe Warren  |